# Simfonia nr. 94 (Haydn)
Simfonia nr. 94 în sol major ( H. 1/94) este a doua dintre cele douăsprezece „Simfonii Londoneze” scrise de Joseph Haydn . Este cunoscută sub numele de Simfonia „Surpriza” . 

## Compoziție și premieră
Haydn a scris Simfonia în anul 1791, la Londra, pentru o serie de concerte pe care le-a avut în timpul primei sale vizite în Anglia (1791-1792). Premiera a avut loc la Hanover Square Rooms în Londra, pe data de 23 martie 1792, Haydn conducând orchestra așezat la fortepiano .

## Orchestrație și lungime
Simfonia „Surpriza” este scrisă pentru o orchestră din perioada Clasicismului, din ea făcând parte flautele, oboaiele, fagoturile, coarnii, tromboanele, plus timpanele și ca de obicei,  categoria cordofonelor, formată din viori (prima și a doua), violă, violoncel și contrabas. Interpretările Simfoniei „Surpriza” durează aproximativ 23 de minute. 

## Titlul
Muzica lui Haydn conține multe glume, iar Simfonia „Surpriza” include probabil cea mai faimoasă dintre toate: un acord fortissimo brusc la sfârșitul pianului, ce formeză deshiderea ca formă de variațiuni a părții a doua. Muzica se reîntoarce la starea sa destul de dinamica, ca și cum nimic nu s-ar fi întâmplat , iar variațiile care urmează nu repetă gluma. În limba germană, lucrarea este denumită Symphony mit dem Paukenschlag. 

La bătrânețea lui Haydn, biograful său George August Griesinger l-a întrebat dacă a scris această „surpriză” pentru a trezi publicul. Haydn a răspuns: 
 Nu, dar m-a interesat să surprind publicul cu ceva nou și să fac un debut strălucit, astfel încât elevul meu Pleyel, care era la acea vreme angajatul orchestrei din Londra (1792) și ale cărui concerte aveau să înceapă cu o săptămână înainte de ale mele. Primul Allegro al simfoniei a fost deja încoronat cu nenumărate Bravos, dar entuziasmul a ajuns la cel mai înalt vârf la Andante, cu Drum Stroke. Bis! Bis! au fost cuvintele intonate de fiecare spectator, iar Pleyed însuși mi-a complimentat ideea. 
 Lucrarea a fost populară la premiera sa. Criticul Woodfall’s Register a scris: „Cea de-a treia piesă de-a lui Haydn a fost o nouă Uvertură [id est simfonie], de o extraordinară valoare. A fost simplă, profundă și sublimă. Partea de andante a fost în special admirată. "  

 Criticul ziarului Morning Herald a scris: 
 Sala a fost aglomerată aseară. . . . O nouă compoziție de la un asemenea om precum Haydn, este un eveniment important în istoria muzicii. -Inovația sa din noaptea trecută a fost o grandioasă Uvertură, un subiect remarcabil de simplu, dar extins într-o vastă complicație, prin minunate modulații, izbitoare ca efect. Aplauzele criticale au fost efervenscente și din abundență. 
 Simfonia este populară și în ziua de astăzi, fiind des interpretată și înregistrată. 

## Părți
Ca toate „simfoniile londoneze” ale lui Haydn, această lucrare are 4 părți, numite după cum urmează: 
1. Adagio – Vivace assai
2. Andante
3. Menuetto: Allegro molto
4. Finale: Allegro molto

 Introducerea primei părți are o măsură lirică de 3  pătrimi , precedată de un fragment principal mult mai ritmic de 6  optimi. 

Partea a doua, mai exact „supriza”, conține o temă și varațiuni andante în  2 pătrimi ,în subdominanta tonalității do major. Tema este formată din două secțiuni de câte 8 măsuri, fiecare repetate. Repetiția de la sfârșitul primei secțiuni este caracterizată prin termenul de dinamică pianissimo, împreună cu mențiunea de pizzicato pentru cordofonele cu registru mai grav pentru a pregăti surpriza. Urmează patru variații ale temei, începând cu înfrumusețarea a 15 note interpretate de către vioara întâi, trecând după la o variație turlburătoare în do minor împreună cu trompetele și timpanii, urmat de un solo de oboi și flaut și concluzionând cu o trecere rapidă și lirică în forte repetată în trio. În secțiunea de codă, notele de începutul părții sunt auzite din nou, de această dată fiind rearmonizate cu o disonanță gentilă, mai exact, acordul de treapta a șaptea micșorat intonat peste pedala de tonică.  
A treia parte este un menuet și un trio, într-o măsură ternară în tonalitatea sol major. Tempo-ul, allegro molto (foarte rapid), este notabil, întrucât marchează partea istorică îndepărtată de vechiul menuet (care era cântat la un tempo mai încet și mai dansabil) către scherzo; în ultimele sale cvartete, Haydn începând să marcheze menuetele sale cu termenul de agogică, presto. 
A patra parte este caracterizată ritmic ca fiind energetică și propulsivă pentru final. Aceasta este scrisă într-o formă de sonată rondo. 
Înspre sfârșitul carierei lui Haydn, acesta împletește tema celei de-a doua părți într-o arie din oratoriul The Seasons (1801), în care solistul bas înfățișează un plugar care fluieră melodia lui Haydn în timp ce muncește. 
Aceeași temă este, de asemenea, frecvent adaptată pentru intenția de a preda muzică începătorilor; vezi Papa Haydn . 
Compozitorul Charles Ives a scris o parodie a părții a doua în 1919, întrebuințând cuvintele „Sună drăguț și ușor ca o bomboană” notelor de început. Ives a fost nefericit cu publicul concertului care a rezistat neaventuros unei muzici moderne dificile–după cum arată și alte cuvinte în parodia sa „......”. Dar fiind notele de început ale lui Haydn din a doua parte care sunt simple, acestea au fost o alegere adecvată pentru scopul lui Ives. 
Donald Swann a creat o versiune a Simfoniei Surpriză „cu extra surprize” pentru comicul Hoffnung Music Festival.